# 아이스크림 샌드위치

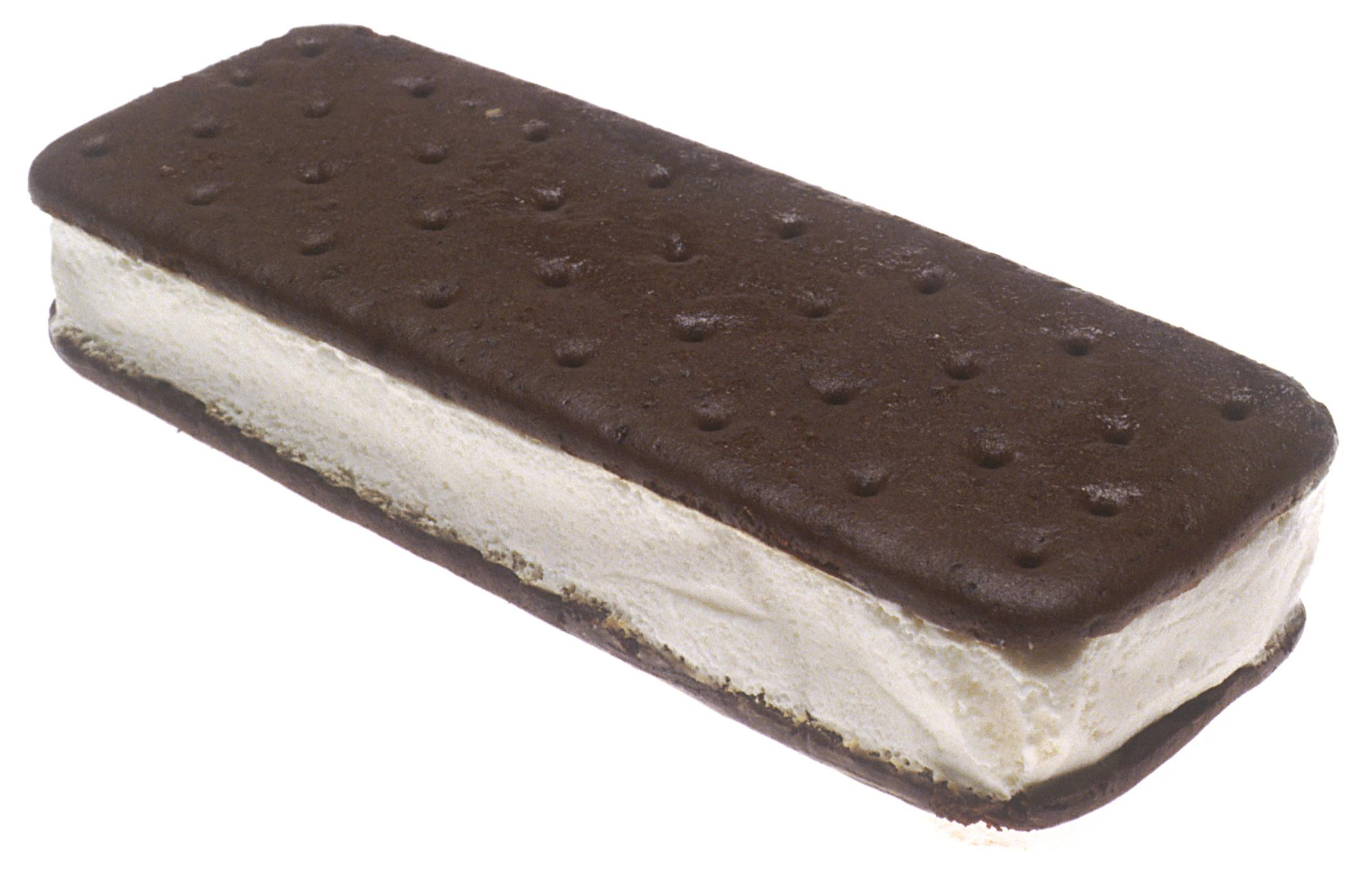
아이스크림 샌드위치

'아이스크림 샌드위치'(ice cream sandwich)는 두 개의 비스킷이나 쿠키, 혹은 케이크, 빵 조각 사이에 아이스크림 또는 얼린 마시멜로우를 샌드위치처럼 쌓은 아이스크림 과자다. 대한민국에서는 아시나요, 쿠키오, 빵또아, 꿀호떡, 시모나, 붕어싸만코 등이 유명하다.

## 같이 보기
- 프로즌 요거트
- 아이스 밀크
- 소프트 아이스크림